# 霍尔格·霍克
霍尔格·霍克（德語：Holger Hocke，1945年3月8日—），德国男子赛艇运动员。他曾代表西德参加世界赛艇锦标赛，获得一枚铜牌。他也曾参加1976年夏季奥林匹克运动会。